# Billie Lourd
Elizabeth Catalina Lourd (17 de juliol de 1992, Los Angeles, Califòrnia, Estats Units) més coneguda com a Billie Lourd és una actriu nord-americana. És principalment coneguda pel seu paper a Chanel #3 en la sèrie de la FOX, Scream Queens (2015-2016) i els seus papers a la sèrie American Horror Story. També interpreta la Tinent Connix a la trilogia seqüela de La guerra de les galàxies (2015-2019). Lours és l'única filla de l'actriu Carrie Fisher.

## Biografia

### Primers anys
Lourd va néixer el 17 de juliol de 1992 a Los Angeles, és filla de l'actriu Carrie Fisher i de l'agent de talents Bryan Lourd. Per part de Fisher, lourd és la neta de l'actriu Debbie Reynolds i del cantant Eddie Fisher i la neboda de Todd Fisher, Joely Fisher i Tricia Leigh Fisher.
Va estudiar a la Universitat de Nova York on es va graduar en religió i psicologia en 2014, i finalment es va dedicar a l'actuació.

### Carrera professional
El juny de 2014, el diari britànic The Sun va confirmar que lourd es va unir a l'elenc principal de la pel·lícula Star Wars episodi VII: El despertar de la força, es rumorejava que ella encarnaria a la jove princesa Leia Organa (personatge que va ser interpretat per la seva mare en els lliuraments anteriors) en flashbacks però la mateixa actriu va negar que prendria aquest paper en la pel·lícula en una entrevista el 13 de maig de 2015. Lourd va personificar a un dels papers secundaris de la pel·lícula, la tinent Connix.
El 2 de febrer de 2015, el portal Deadline.com va informar que lourd formaria part de l'elenc principal de la sèrie de terror Scream Queens emès per la cadena FOX, on interpreta el paper de Sedie Swenson/Chanel #3 la qual interpretava el paper de maníaca i boja bisexual. Està dirigida per Ryan Murphy i protagonitzada per Emma Roberts, Jamie Lee Curtis i Lea Michele, es desenvolupa en un campus universitari assotat per diversos misteriosos assassinats i la seva estrena va ser el 22 de setembre de 2015.
El 15 de desembre de 2015, la revista Variety va informar que Lourd es va unir a l'elenc de la pel·lícula biogràfica de crim i drama multimilionari Billionaire Boys Club, al costat d'Emma Roberts seva companya de Scream Queens. Lourd va ser triada per interpretar el paper de Rosanna, l'interès amorós de Kyle Biltmore, personatge interpretat per Jeremy Irvine.

## Filmografia

### Cinema
| Any  | Títol                                           | Personatge                | Notes                                                                              |
| ---- | ----------------------------------------------- | ------------------------- | ---------------------------------------------------------------------------------- |
| 2015 | Star Wars episodi VII: El despertar de la força | Tinent Kaydel Ko Connix   | Personatge secundari                                                               |
| 2017 | Star Wars: The Last Jedi                        |                           |                                                                                    |
| 2018 | El club dels joves multimilionaris              | Rosanna Ricci             |                                                                                    |
| 2019 | Booksmart                                       | Gigi                      | Guanya per a la millor actriu secundària (Los Angeles Online Film Critics Society) |
| 2019 | Star Wars: The Rise of Skywalker                | Tinent Kaydel Ko Connix   |                                                                                    |
| 2019 | Star Wars: The Rise of Skywalker                | Jove Princesa Leia Organa | Imatge generada per ordinador de Carrie Fisher                                     |
| 2022 | Ticket to Paradise                              | Wren Butler               |                                                                                    |
| 2024 | And Mrs                                         | Audrey                    |                                                                                    |
| 2024 | The Last Showgirl                               | Hannah                    | Premi Especial del Jurat (Festival Internacional de Cinema de Sant Sebastià)       |
| 2025 | The Smurfs Movie                                | A anunciar                | Veu; en producció                                                                  |
| TBA  | Adulthood                                       | A anunciar                | Postproducció                                                                      |

### Televisió
| Any         | Títol                                 | Personatge                | Notes                                 |
| ----------- | ------------------------------------- | ------------------------- | ------------------------------------- |
| 2015 - 2016 | Scream Queens                         | Sadie "Chanel #3" Swenson | 23 capítols                           |
| 2017        | American Horror Story: Cult           | Winter Anderson           | 10 episodis                           |
| 2017        | American Horror Story: Cult           | Linda Kasabian            | Episodi: "Charles (Manson) in Charge" |
| 2018        | American Horror Story: Apocalypse     | Mallory                   | 8 episodis                            |
| 2019        | American Horror Story: 1984           | Montana Duke              | 9 episodis                            |
| 2020        | Will & Grace                          | Fiona Adler               | Episodi: "Bi-plane"                   |
| 2021        | American Horror Stories               | Liv Whitley               | Episodi: "BA'AL"                      |
| 2021        | American Horror Story: Double Feature | Leslie "Lark" Feldman     | 2 episodis                            |
| 2022        | American Horror Story: NYC            | Dr. Hannah Wells          | 7 episodis                            |
| 2023        | Strange Planet                        | Loud Teen (veu)           | 2 episodis                            |
| 2023–2024   | American Horror Story: Delicate       | Ashley                    | 3 episodis                            |

### Productora
| Any  | Títol      | Notes |
| ---- | ---------- | ----- |
| 2022 | Wildflower |       |